# Santo Domingo Tepuxtepec
Santo Domingo Tepuxtepec är en ort i Mexiko.   Den ligger i kommunen Santo Domingo Tepuxtepec och delstaten Oaxaca, i den sydöstra delen av landet, 400 km sydost om huvudstaden Mexico City. Santo Domingo Tepuxtepec ligger 2 131 meter över havet och antalet invånare är 1 813.
Terrängen runt Santo Domingo Tepuxtepec är huvudsakligen kuperad, men åt nordost är den bergig. Runt Santo Domingo Tepuxtepec är det ganska glesbefolkat, med 22 invånare per kvadratkilometer. Närmaste större samhälle är San Juan Juquila, 14,6 km öster om Santo Domingo Tepuxtepec. I omgivningarna runt Santo Domingo Tepuxtepec växer i huvudsak blandskog.